# François Pichat
Jean François Pichat est un homme politique français né le 23 juillet 1843 à Saint-Christophe-entre-deux-Guiers (Isère) et décédé le 18 avril 1914 à Saint-Laurent-du-Pont (Isère).

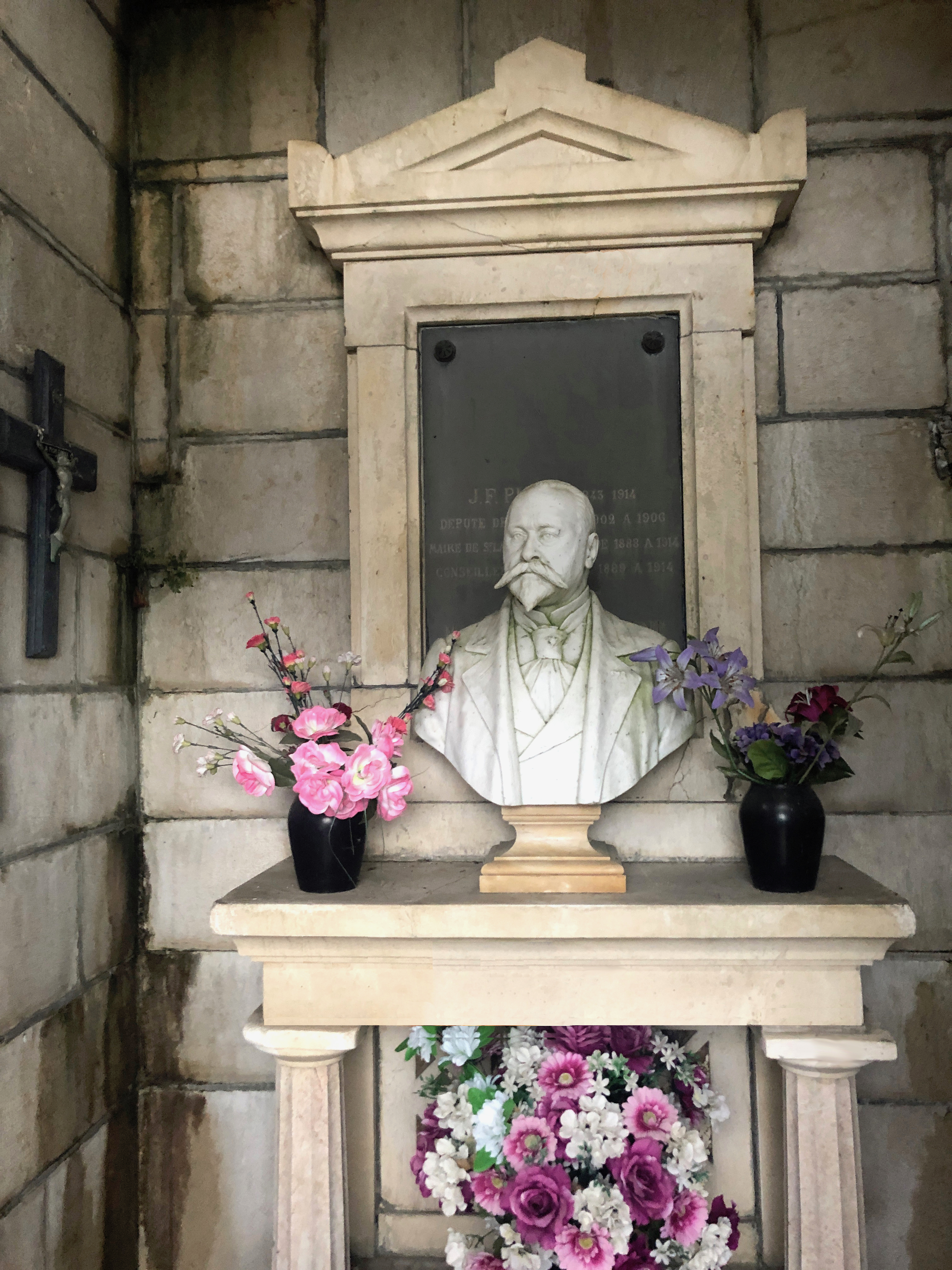
Buste de François Pichat

## Biographie
Agent-voyer à Saint-Laurent-du-Pont, il devient conseiller municipal en 1885, maire en 1888 et conseiller général en 1889. Il est député de l'Isère, inscrit au groupe de l'Action libérale, de 1902 à 1906. Ses interventions portent sur la défense des chartreux, et notamment de la Grande Chartreuse, ce qui provoque de vifs incidents de séance avec les radicaux et notamment Émile Combes.

## Sources
- « François Pichat », dans le Dictionnaire des parlementaires français (1889-1940), sous la direction de Jean Jolly, PUF, 1960 [détail de l’édition]